# 유괴 (2010년 영화)
《유괴》(绑匪, Kidnapper)는 싱가포르에서 제작된 켈빈 통 감독의 2010년 액션, 스릴러 영화이다. 크리스토퍼  밍 슌 리 등이 주연으로 출연하였다. 켈빈 통 감독의 최초의 액션 스릴러 영화로서 싱가포르의 Scorpio East Pictures, 말레이시아의 RAM 픽처스와 PMP 엔터테인먼트가 합동으로 제작한 것이다.

## 출연
- 크리스토퍼  밍 슌 리